# Capo allenatori dei Minnesota Vikings
I capo allenatori che si sono avvicendati alla guida dei Minnesota Vikings, squadra di football americano con sede a Minneapolis, sono nove in totale. Due di essi (Leslie Frazier e Mike Tice) hanno anche ricoperto l'incarico ad interim, prima di legarsi alla franchigia con un contratto di più lunga durata.

## Storia
Primo capo allenatore nella storia dei Vikings fu Norm Van Brocklin, ex quarterback di Rams ed Eagles, che guidò la squadra dal 1961 al 1966, sei stagioni nelle quali i Vikings furono costantemente relegati ad un ruolo comparsa senza raggiungere mai i playoff. Con l'arrivo del suo successore, Bud Grant, Minnesota cambiò registro vivendo quello che senza dubbio rappresenta il periodo più importante della sua storia, anche se la vittoria finale le sfuggì in ben 4 occasioni. Considerato uno dei migliori capo allenatori nella storia della NFL, ed unanimemente acclamato come il migliore nella storia dei Vikings, Grant è stata la figura che dati alla mano vanta in stagione regolare la percentuale di vittorie più alta (.622%), il più alto numero di vittorie (158, settimo miglior risultato di tutti i tempi al momento del suo ritiro) e di presenze alla guida della franchigia (259), nonché la più longeva parentesi come capo allenatore dei Vikings (16 stagioni consecutive dal 1967 al 1983 più una 17ª stagione nel 1985). Egli è inoltre l'unico capo allenatore della franchigia ad aver vinto un titolo NFL oltre che tre titoli NFC (risultati questi che gli permisero di divenire il primo capo allenatore ad aver guidato una squadra a 4 finali di Super Bowl nella storia della NFL), l'unico ad aver ottenuto l'incarico per due volte, l'unico ad aver guidato la squadra in tre diversi decenni, ed è tra i soli 22 capo allenatori che sono stati inseriti nella Pro Football Hall of Fame. Sotto la sua guida i Vikings chiusero la stagione regolare per ben 4 volte con il record di 12-2, il migliore della franchigia nella stagione regolare a 14 incontri, eguagliando nel 1969 il record NFL relativo alle vittorie in stagione regolare stabilito nel 1966 dai Packers e nel 1968 dai Cowboys (poi ritoccato dai Dolphins nel 1972, anno della loro Stagione Perfetta).
Particolarmente longeva (10 stagioni) fu anche la gestione targata Dennis Green, secondo alle spalle di Grant tanto in percentuale di vittorie (.610%), quanto in numero di vittorie (97) e di presenze alla guida della franchigia (157) in stagione regolare. Egli tuttavia è soprattutto ricordato per aver guidato la squadra al miglior record di sempre (sia assoluto e sia relativo alla stagione regolare a 16 incontri) della franchigia nella stagione regolare 1998 (15-1, all'epoca secondo miglior record di tutti i tempi nella NFL pari merito col 15-1 conseguito dai 49ers nel 1984 e dai Bears nel 1985), stagione nella quale i Vikings riuscirono solo a sfiorare la quinta finale di Super Bowl della loro storia fermandosi alla finale di conference, persa contro gli Atlanta Falcons. Sotto la sua guida i Vikings raggiunsero anche una seconda finale di conference perdendola contro i New York Giants, il che fa comunque della gestione Green la migliore di sempre dei Vikings dietro quella targata Grant. Tuttavia proprio queste sconfitte contribuirono a renderlo in parte inviso alla tifoseria che, pur riconoscendogli i meriti da allenatore, non gli perdonò la decisione presa nelle battute finali della gara contro i Falcons ed il cappotto (41-0) rimediato nella gara contro i Giants.
Un'altra finale di conference i Vikings la raggiunsero sotto la guida di Jerry Burns, venendo sconfitti dai Washington Redskins nel 1987. Storico coordinatore offensivo sin dal 1967 nonché capo allenatore più amato dal popolo dei Purple & Gold dopo Grant, egli è al terzo posto in percentuale di vittorie (.547%), numero di vittorie (52) e di presenze alla guida della franchigia (95) ed è al secondo posto tra gli allenatori con più stagioni in seno ai Vikings (24, 18 come coordinatore offensivo e 6 come capo allenatore), superato solo da John Michels che con 26 stagioni trascorse come allenatore degli offensive lineman e dei running back guida questa particolare graduatoria. Va infine menzionato Mike Tice, unico capo allenatore ad aver avuto anche un passato tra le file dei Vikings come giocatore ed unico ad aver conseguito un record positivo nella sua ultima stagione alla guida della squadra.
Dal 15 gennaio 2014, attuale capo allenatore della franchigia è Mike Zimmer.

## Lista dei capo allenatori
Dati aggiornati al termine della stagione 2017 e inclusivi di tutti i match ufficiali e statistiche totali per allenatore.
| Nome              | Dal   | Al   | Stagione regolare | Stagione regolare | Stagione regolare | Stagione regolare | Stagione regolare | Playoff | Playoff | Playoff | Playoff | Totale | Totale | Totale | Totale | Totale | Titoli vinti | Titoli vinti | Titoli vinti | Note  |
| Nome              | Dal   | Al   | G                 | V                 | P                 | N                 | %V                | G       | V       | P       | %V      | G      | V      | P      | N      | %V     | NFL          | NFC          | Div          | Note  |
| ----------------- | ----- | ---- | ----------------- | ----------------- | ----------------- | ----------------- | ----------------- | ------- | ------- | ------- | ------- | ------ | ------ | ------ | ------ | ------ | ------------ | ------------ | ------------ | ----- |
| Norm Van Brocklin | 1961  | 1966 | 84                | 29                | 51                | 4                 | 36,3%             | -       | -       | -       | -       | 84     | 29     | 51     | 4      | 36,3%  | -            | -            | -            | Fonte |
| Bud Grant†        | 1967  | 1983 | 243               | 151               | 87                | 5                 | 62,2%             | 22      | 10      | 12      | 45,5%   | 265    | 161    | 99     | 5      | 60,8%  | 1            | 3            | 11           | Fonte |
| Les Steckel†      | 1984  | 1984 | 16                | 3                 | 13                | 0                 | 18,8%             | -       | -       | -       | -       | 16     | 3      | 13     | 0      | 18,8%  | -            | -            | -            | Fonte |
| Bud Grant†        | 1985  | 1985 | 16                | 7                 | 9                 | 0                 | 43,8%             | -       | -       | -       | -       | 16     | 7      | 9      | 0      | 43,8%  | -            | -            | -            | Fonte |
| Jerry Burns†      | 1986  | 1991 | 95                | 52                | 43                | 0                 | 54,7%             | 6       | 3       | 3       | 50,0%   | 101    | 55     | 46     | 0      | 54,4%  | -            | -            | 1            | Fonte |
| Dennis Green      | 1992  | 2001 | 159               | 97                | 62                | 0                 | 61,0%             | 12      | 4       | 8       | 33,3%   | 171    | 101    | 70     | 0      | 59,0%  | -            | -            | 4            | Fonte |
| Mike Tice†        | 2001‡ | 2005 | 65                | 32                | 33                | 0                 | 49,2%             | 2       | 1       | 1       | 50,0%   | 67     | 33     | 34     | 0      | 49,2%  | -            | -            | -            | Fonte |
| Brad Childress†   | 2006  | 2010 | 74                | 39                | 35                | 0                 | 52,7%             | 3       | 1       | 2       | 33,3%   | 77     | 40     | 37     | 0      | 51,9%  | -            | -            | 2            | Fonte |
| Leslie Frazier†   | 2010‡ | 2013 | 54                | 21                | 32                | 1                 | 39,6%             | 1       | 0       | 1       | 0%      | 55     | 21     | 33     | 1      | 38,1%  | -            | -            | -            | Fonte |
| Mike Zimmer†      | 2014  |      | 64                | 39                | 25                | 0                 | 60,9%             | 3       | 1       | 2       | 33,3%   | 67     | 40     | 27     | 0      | 59,7%  | -            | -            | 2            | Fonte |

Note
- † Contrassegna gli allenatori che hanno ricoperto la carica di capo allenatore esclusivamente con i Vikings.
- ‡ Contrassegna la stagione durante la quale tale capo allenatore ha ricoperto la carica ad interim.
- Bud Grant, sommando le due gestioni, ha in stagione regolare un record complessivo di 158–96–5 per una percentuale di vittoria pari a 62,2 in 259 partite. Il suo bilancio totale è quindi, tra stagione regolare e playoff, di 168-108-5 per una percentuale di vittoria pari a 59,7 in 281 partite.
- Durante la stagione 2016 Mike Zimmer fu sostituito come capo allenatore ad interim per una partita dal coordinatore degli special team Mike Priefer. I record di quella partita vengono comunque ascritti a Zimmer in quanto questi non era stato sollevato dall'incarico ma semplicemente sostituito in via temporanea.

## Lista degli staff
Segue l'elenco degli staff dei vari capo-allenatori succedutisi alla guida dei Vikings.
| Capo allenatore   | Staff |
| ----------------- | --- |
| Norm Van Brocklin | Darrel Brewster (1961-63), Marion Campbell (1964-66), Lew Carpenter (1964-66), Jim Carr (1966), Jack Faulkner (1965), Harry Gilmer (1961-64), Tom McCormick (1963-66), Stan West (1961-63), Walt Yowarsky |
| Bud Grant         | Neill Armstrong (1969-77), Jerry Burns (1968-83), Tom Cecchini (1980-83), Jim Carr (1967-68, 1978-81), Bob Hollway (1967-70, 1978-83), Jed Hughes (1982-83), Buster Mertes, John Michels, Jocko Nelson (1971-78), Jack Patera (1969-75), Floyd Reese (1979-83), Buddy Ryan (1976-77), Les Steckel (1979-83), Murray Warmath (1978-79) |
| Les Steckel       | Tom Batta, Raymond Berry, Bud Bjornaraa, Dean Brittenham, Jerry Burns, Ross Fichtner, Bob Hollway, Bob Leahy, Buster Mertes, John Michels, Dan Radakovich, Floyd Reese, Dick Rehbein, Mike Sweatman |
| Bud Grant         | Tom Batta, Jerry Burns, Pete Carroll, Bob Hollway, John Michels, Floyd Reese, Dick Rehbein, Marc Trestman, Paul Wiggin |
| Jerry Burns       | Tom Batta, Maxie Baughan (1989-91), Jerry Brown (1988-91), John Brunner (1987-91), Pete Carroll (1986-89), Rollie Dotsch (1987), Bob Hollway (1986), Monte Kiffin (1986-89, 1991), John Michels, Tom Moore (1989-91), Dick Rehbein, Paul Wiggin, Floyd Peters (1986-90), Bob Schnelker (1986-90), Marc Trestman (1986, 1989-91) |
| Dennis Green      | Hubbard Alexander (1998-99), Fred von Appen (2000), Mark Asanovich (1995), Dave Atkins (1997-99), Brian Baker (2001), Charlie Baggett (2000-01), Tom Batta (1992-93), Brian Billick (1992-98), Jack Burns (1992-93), Dean Dalton (1999-2001), Tony Dungy (1992-95), Foge Fazio (1995-99), John Fontes (2000), Jeff Friday (1996-98), Chris Foerster (1993-95), John Kasper (1999), Monte Kiffin (1992-94), Chuck Knox, Jr. (2000-01), Carl Hargrave (1994-2001), Wade Harman (1997-98), John Levra (1995-97), Sherman Lewis (2000-01), Daryl Lawrence (2000-01), John Michels (1992-93), Chip Myers (1995-98), Tom Moore (1992-93), Tom Olivadotti (1996-99), Andre Patterson (1998-99), Jerry Rhome (1994), Keith Rowen (1994-96), Willie Shaw (1992-93, 2001), Ray Sherman (1995-97, 1999), Richard Solomon (1992-01), John Teerlinck (1992-94), Emmitt Thomas (2000-01), John Tice (1999-01), Mike Tice† (1996-01), Trent Walters (1994-01), Steve Wetzel (1992-01), Tyrone Willingham (1992-94), Mike Wolf (1992-94), Alex Wood (1999-01), Gary Zauner (1994-01) |
| Mike Tice         | Charlie Baggett (2002-04), Brian Baker, Pete Bercich, Wes Chandler (2005), Ted Cottrell (2004-05), Dean Dalton, Mark Ellis (2004-05), Foge Fazio (2005), Jay Hayes (2002), Chuck Knox, Jr., Randy Hanson (2003-05), Daryl Lawrence (2002-03), Scott Linehan (2002-04), Steve Loney, George O'Leary (2002-03), Rich Olson (2005), Jim Panagos, Jerry Rhome (2005), Kevin Ross (2003-05), Willie Shaw (2002-03), Kurtis Shultz (2004-05), John Tice, Rusty Tillman (2003-05), Steve Wetzel (2002-03), Alex Wood (2002) |
| Brad Childress    | Juney Barnett, Darrell Bevell (2006-10), Eric Bieniemy (2006-10), Brendan Daly (2006-08), Karl Dunbar, Paul Ferraro (2006-08), Ryan Ficken (2007-10), Leslie Frazier† (2007-10), Jason Glenn (2009), Jim Hueber, Jeff Imamura, Jimmie Johnson, Tom Kanavy, Derek Mason (2007-09), Clay Matchett (2006), Pat Morris, Brian Murphy, Chad O'Shea (2006-08), Fred Pagac, Dennis Polian (2009-10), Diron Reynolds (2009-10), Kevin Rogers (2006-10), Matt Sheldon (2010), Ryan Silverfield (2008-10), Kevin Stefanski, George Stewart (2007-10), Martin Streight, Mike Tomlin (2006), Chris White (2009-10), Joe Woods, Darrell Wyatt (2006) |
| Leslie Frazier    | Juney Barnett (2011), Brendan Daly, Jeff Davidson, Karl Dunbar (2011), Ryan Ficken, Jeff Howard (2013), Jeff Imamura, Craig Johnson, Jimmie Johnson, Tom Kanavy, Klint Kubiak (2013), Aaron McLaurin (2012-13), Bill Musgrave, Fred Pagac, Mike Priefer, Diron Reynolds, James Saxon, Matt Sheldon (2011), Ryan Silverfield, Mike Singletary, Kevin Stefanski, George Stewart, Martin Streight, Cameron Turner (2011-12), Chris White (2011-12), Alan Williams (2012-13), Joe Woods |
| Mike Zimmer       | Robb Akey (2014), Clancy Barone (2017-), Jeff Davidson (2014-15), George Edwards, Ryan Ficken, Hank Fraley (2014-16), Jonathan Gannon, Jerry Gray, Jeff Howard, Tom Kanavy, Andrew Janocko (2015-), Klint Kubiak (2014), Aaron McLaurin, Andre Patterson, Drew Petzing (2015-), Kennedy Polamalu (2017-), Mike Priefer, Robert Rodríguez (2015-), Pat Shurmur (2016-), Tony Sparano (2016-), Kevin Stefanski, George Stewart, Martin Streight, Norv Turner (2014-16), Scott Turner (2014-16), Kirby Wilson (2014-15), Adam Zimmer |

Note
- † Tice e Frazier furono promossi capo allenatore ad interim rispettivamente nell'ultima gara del 2001 e nelle ultime 6 gare del 2010.
- Tra parentesi sono indicate le stagioni trascorse con i Vikings da quegli allenatori non rimasti nello staff per l'intero mandato del relativo capo allenatore.
- In grassetto sono indicati gli assistenti che sono poi divenuti capo allenatori dei Vikings o di altre franchigie.

## Riconoscimenti

### A livello nazionale
- AP Allenatore dell'Anno della NFL *

 Bud Grant - 1969
- PFW Allenatore dell'Anno della NFL **

 Bud Grant - 1969
- SN Allenatore dell'Anno della NFL ***

 Bud Grant - 1969
- UPI Allenatore dell'Anno della NFL/NFC ****

 Bud Grant - 1969
 Dennis Green - 1992
- SI Allenatore dell'Anno della NFL *****

 Dennis Green - 1998
- WTC Allenatore dell'Anno della NFL ******

 Dennis Green - 1992
- Allenatore dell'Anno della NFC *******

 Bud Grant - 1969
- CPFN Allenatore dell'Anno della NFC ********

 Dennis Green - 1992
- Premio Earle "Greasy" Neale all'Allenatore Professionistico dell'Anno *********

 Dennis Green - 1998
(*) Premio istituito dall'Associated Press (AP) nel 1957 ed assegnato al miglior allenatore della stagione della NFL.

(**) Premio istituito dalla rivista Pro Football Weekly (PFW) dal 1968 al 2008 ed assegnato al miglior allenatore della stagione della NFL (nel biennio 1968-1969 fu assegnato anche al miglior allenatore della stagione della AFL).

(***) Premio istituito da Sporting News (SN) nel 1947 ed assegnato al miglior allenatore della stagione della NFL.

(****) Premio istituito dalla United Press International (UPI) ed assegnato al miglior allenatore della stagione della NFL dal 1955 al 1969 (e contestualmente a quello della AFL dal 1960 al 1969), ed al miglior allenatore della stagione della NFC (e contestualmente a quello della AFC) dal 1970 al 1996.

(*****) Premio istituito dalla rivista Sports Illustrated ed assegnato al miglior allenatore della stagione della NFL.

(******) Premio istituito dal Washington D.C. Touchdown Club ed assegnato al miglior allenatore della stagione della NFL.

(*******) Premio istituito dal Kansas City Committee of 101 nel 1969 ed assegnato al miglior allenatore della stagione della NFC (e contestualmente a quello della AFC).

(********) Premio istituito dalla rivista College & Pro Football Newsweekly ed assegnato al miglior allenatore della stagione della NFC (e contestualmente a quello della AFC).

(*********) Premio istituito dal Maxwell Football Club nel 1989 ed assegnato al miglior allenatore della stagione della NFL.

### Inserimenti in liste decennali
- Squadra ideale del 25º anniversario dei Minnesota Vikings *

 Bud Grant - 1985
- I 50 più grandi Vikings **

 Bud Grant - 2010
- Squadra ideale del Mall of America Field at Hubert H. Humphrey Metrodome ***

 Dennis Green - 2013
(*) Formazione ideale che comprende i migliori giocatori ed il miglior allenatore che hanno prestato servizio per i Vikings nei primi 25 anni della franchigia.

(**) Nel 2010 i Vikings, in occasione della loro 50ª stagione, proposero sul loro sito internet una lista di 100 ex Vikings da cui i tifosi avrebbero poi scelto, tramite voto online, i migliori 50.

(***) Nel 2013 i Vikings, in occasione dell'ultima stagione giocata all'Hubert H. Humphrey Metrodome prima della sua demolizione, proposero sul loro sito internet una lista dei migliori ex Vikings ad aver fatto la storia della franchigia giocando nel sopracitato stadio. Da questa lista i tifosi avrebbero poi disegnato, tramite voto online, la formazione ideale.

### Alla carriera
- Pro Football Hall of Fame (*)

 Bud Grant - 1994
- Minnesota Vikings Ring of Honor (**)

 Bud Grant - 1998
 Jerry Burns - 2005
- NFL Alumni Order of the Leather Helmet (***)

 Bud Grant - 1983
(*) Hall of fame del football americano professionistico, istituita a Canton nel 1963 e volta ad onorare le più grandi personalità di questo sport distintesi come contributori e/o allenatori e/o giocatori.

(**) Hall of fame dei Minnesota Vikings, istituita nel 1998 e volta ad onorare le più grandi personalità distintesi come contributori e/o allenatori e/o giocatori al servizio della franchigia.

(***) Onorificenza assegnata dall'associazione NFL Alumni a quelle personalità che hanno dato un contributo significativo per l'evoluzione del gioco del football professionistico.